# Okres Marcali
Okres Marcali (maďarsky Marcali járás) je jedním z osmi okresů maďarské župy Somogy. Jeho centrem je město Marcali.

## Sídla
V okrese se nachází celkem 37 měst a obcí.
Města
- Marcali

Obce
- Balatonberény
- Balatonkeresztúr
- Balatonmáriafürdő
- Balatonszentgyörgy
- Balatonújlak
- Böhönye
- Csákány
- Csömend
- Főnyed
- Gadány
- Hollád
- Hosszúvíz
- Kelevíz
- Kéthely
- Libickozma
- Mesztegnyő
- Nagyszakácsi
- Nemesdéd
- Nemeskisfalud
- Nemesvid
- Nikla
- Pusztakovácsi
- Somogysimonyi
- Somogyszentpál
- Somogysámson
- Somogyzsitfa
- Szegerdő
- Szenyér
- Szőkedencs
- Sávoly
- Tapsony
- Tikos
- Táska
- Varászló
- Vése
- Vörs